# Pyrausta chrysocarpa
Pyrausta chrysocarpa is een vlinder van de familie van de grasmotten (Crambidae). De wetenschappelijke naam van deze soort is voor het eerst voorgesteld door Edward Meyrick in een publicatie uit 1937.
De soort komt voor in Congo-Kinshasa.